# Amara convexa
Amara convexa är en skalbaggsart som beskrevs av Leconte 1848. Amara convexa ingår i släktet Amara och familjen jordlöpare. Inga underarter finns listade i Catalogue of Life.